# 埃尔斯沃思·瓦因斯
埃尔斯沃思·瓦因斯（英語：Ellsworth Vines，1911年9月28日—1994年3月17日），美国男子篮球、网球运动员。他曾获得澳大利亚网球公开赛男子双打冠军、温布尔登网球锦标赛男子单打冠军、美国网球公开赛男子单打冠军、男子双打冠军、混合双打冠军。